# 2017-es magyar mű- és toronyugró-bajnokság
A 2017-es magyar mű- és toronyugró-bajnokság 2018. március 3. és március 4. között – még a 2017. évre érvényes korosztályok részvételével – került megrendezésre a margitszigeti Széchy Tamás uszodában. Eredetileg a műugrók országos bajnokságát 2017 decemberében tervezték megrendezni, de mivel a Magyar Műugró Szövetségben a programokat kezelő és koordináló versenyiroda-vezető nem állt rendelkezésre, ezért 2018 elejére tolták azt ki. A felnőttek viadala mellett az utánpótlás-korosztály legjobbjai is megmérettették magukat.

## Versenyszámok

### Férfiak

#### 1 méteres műugrás
| Helyezés | Név (születési év)         | Egyesület            | Pont   |
| -------- | -------------------------- | -------------------- | ------ |
|          | Bóta Botond (1995)         | Toronymagas MSE      | 230,55 |
|          | Ligárt Ábel (1998)         | Honvéd Utánpótlás VK | 230,00 |
|          | Gacs Barnabás (2000)       | Rugóláb Lendület SE  | 218,25 |
| 4.       | Lengyel Lénárd (2000)      | Honvéd Utánpótlás VK | 199,60 |
| 5.       | Varga Donát (2000)         | Rugóláb Lendület SE  | 182,75 |
| 6.       | Váradi-Szabó András (2000) | Rugóláb Lendület SE  | 176,45 |
| 7.       | Hunyady Máté Manó (2001)   | Rugóláb Lendület SE  | 159,50 |

#### 3 méteres műugrás
| Helyezés | Név (születési év)         | Egyesület            | Pont   |
| -------- | -------------------------- | -------------------- | ------ |
|          | Bóta Botond (1995)         | Toronymagas MSE      | 240,15 |
|          | Ligárt Ábel (1998)         | Honvéd Utánpótlás VK | 240,00 |
|          | Váradi-Szabó András (2000) | Rugóláb Lendület SE  | 195,05 |
| 4.       | Varga Donát (2000)         | Rugóláb Lendület SE  | 160,85 |

### Nők

#### 1 méteres műugrás
| Helyezés | Név (születési év)    | Egyesület            | Pont   |
| -------- | --------------------- | -------------------- | ------ |
|          | Kormos Villő (1988)   | Rugóláb Lendület SE  | 189,10 |
|          | Sándor Petra (2000)   | Pénzügyőr SE         | 153,40 |
|          | Tatarek Csenge (2001) | Honvéd Utánpótlás VK | 66,05  |

#### 3 méteres műugrás
| Helyezés | Név (születési év)  | Egyesület           | Pont   |
| -------- | ------------------- | ------------------- | ------ |
|          | Kormos Villő (1988) | Rugóláb Lendület SE | 197,25 |
|          | Sándor Petra (2000) | Pénzügyőr SE        | 183,20 |
|          | Molnár Dalma (1998) | Pénzügyőr SE        | 95,20  |

#### 3 méteres szinkronugrás
| Helyezés | Név (születési év)                          | Egyesület                           | Pont   |
| -------- | ------------------------------------------- | ----------------------------------- | ------ |
|          | Tatarek Csenge (2001) / Sándor Petra (2000) | Honvéd Utánpótlás VK / Pénzügyőr SE | 200,76 |
|          | Veres Kamilla (1999) / Kormos Villő (1988)  | Rugóláb Lendület SE                 | 190,14 |

#### 10 méteres toronyugrás
| Helyezés | Név (születési év)  | Egyesület           | Pont   |
| -------- | ------------------- | ------------------- | ------ |
|          | Kormos Villő (1988) | Rugóláb Lendület SE | 194,25 |

### Fiúk

#### A korcsoport (16-18 évesek)

##### 1 méteres műugrás
| Helyezés | Név (születési év)         | Egyesület            | Pont   |
| -------- | -------------------------- | -------------------- | ------ |
|          | Gacs Barnabás (2000)       | Rugóláb Lendület SE  | 330,20 |
|          | Hunyady Máté Manó (2001)   | Rugóláb Lendület SE  | 309,90 |
|          | Varga Donát (2000)         | Rugóláb Lendület SE  | 309,85 |
| 4.       | Lengyel Lénárd (2000)      | Honvéd Utánpótlás VK | 289,65 |
| 5.       | Váradi-Szabó András (2000) | Rugóláb Lendület SE  | 272,65 |

##### 3 méteres műugrás
| Helyezés | Név (születési év)         | Egyesület            | Pont   |
| -------- | -------------------------- | -------------------- | ------ |
|          | Varga Donát (2000)         | Rugóláb Lendület SE  | 332,95 |
|          | Lengyel Lénárd (2000)      | Honvéd Utánpótlás VK | 308,85 |
|          | Hunyady Máté Manó (2001)   | Rugóláb Lendület SE  | 308,40 |
| 4.       | Váradi-Szabó András (2000) | Rugóláb Lendület SE  | 282,50 |
| –        | Gacs Barnabás (2000)       | Rugóláb Lendület SE  | DNS    |

____
Magyarázat:
• DNS = visszalépett

##### 10 méteres toronyugrás
| Helyezés | Név (születési év) | Egyesület           | Pont   |
| -------- | ------------------ | ------------------- | ------ |
|          | Varga Donát (2000) | Rugóláb Lendület SE | 283,05 |

#### B korcsoport (14-15 évesek)

##### 1 méteres műugrás
| Helyezés | Név (születési év) | Egyesület    | Pont   |
| -------- | ------------------ | ------------ | ------ |
|          | Veisz Ábel (2003)  | Pénzügyőr SE | 232,20 |

##### 3 méteres műugrás
| Helyezés | Név (születési év) | Egyesület    | Pont   |
| -------- | ------------------ | ------------ | ------ |
|          | Veisz Ábel (2003)  | Pénzügyőr SE | 222,55 |

#### A-B korcsoport

##### 3 méteres szinkronugrás
| Helyezés | Név (születési év)                                    | Egyesület           | Pont   |
| -------- | ----------------------------------------------------- | ------------------- | ------ |
|          | Hunyady Máté Manó (2001) / Váradi-Szabó András (2000) | Rugóláb Lendület SE | 168,96 |

#### C korcsoport (12-13 évesek)

##### 1 méteres műugrás
| Helyezés | Név (születési év)   | Egyesület            | Pont   |
| -------- | -------------------- | -------------------- | ------ |
|          | Rajnai Róbert (2004) | Honvéd Utánpótlás VK | 156,90 |

#### D korcsoport (10-11 évesek)

##### 1 méteres műugrás
| Helyezés | Név (születési év)    | Egyesület            | Pont   |
| -------- | --------------------- | -------------------- | ------ |
|          | Beer Balázs (2006)    | Pénzügyőr SE         | 101,35 |
|          | Abay Dániel (2008)    | Pénzügyőr SE         | 99,85  |
|          | Kis Ádám (2008)       | Honvéd Utánpótlás VK | 90,80  |
| 4.       | Frányó Zalán (2008)   | Toronymagas MSE      | 82,10  |
| 5.       | Zakariás Regő (2006)  | Lunda SE             | 80,45  |
| 6.       | Horváth Bálint (2006) | Pénzügyőr SE         | 72,05  |

##### 3 méteres műugrás
| Helyezés | Név (születési év)    | Egyesület            | Pont  |
| -------- | --------------------- | -------------------- | ----- |
|          | Abay Dániel (2008)    | Pénzügyőr SE         | 92,00 |
|          | Horváth Bálint (2006) | Pénzügyőr SE         | 88,35 |
|          | Beer Balázs (2006)    | Pénzügyőr SE         | 86,60 |
| 4.       | Kis Ádám (2008)       | Honvéd Utánpótlás VK | 80,95 |

##### 10 méteres toronyugrás
| Helyezés | Név (születési év)    | Egyesület    | Pont  |
| -------- | --------------------- | ------------ | ----- |
|          | Abay Dániel (2008)    | Pénzügyőr SE | 67,70 |
|          | Beer Balázs (2006)    | Pénzügyőr SE | 60,90 |
|          | Horváth Bálint (2006) | Pénzügyőr SE | 55,90 |

#### C-D korcsoport

##### 1 méteres szinkronugrás
| Helyezés | Név (születési év)                         | Egyesület    | Pont   |
| -------- | ------------------------------------------ | ------------ | ------ |
|          | Beer Balázs (2006) / Horváth Bálint (2006) | Pénzügyőr SE | 101,49 |

### Lányok

#### A korcsoport (16-18 évesek)

##### 1 méteres műugrás
| Helyezés | Név (születési év)    | Egyesület            | Pont   |
| -------- | --------------------- | -------------------- | ------ |
|          | Sándor Petra (2000)   | Pénzügyőr SE         | 280,65 |
|          | Tatarek Csenge (2001) | Honvéd Utánpótlás VK | 220,45 |

##### 3 méteres műugrás
| Helyezés | Név (születési év)   | Egyesület           | Pont   |
| -------- | -------------------- | ------------------- | ------ |
|          | Sándor Petra (2000)  | Pénzügyőr SE        | 308,25 |
|          | Veres Kamilla (1999) | Rugóláb Lendület SE | 274,80 |

##### 10 méteres toronyugrás
| Helyezés | Név (születési év)  | Egyesület    | Pont   |
| -------- | ------------------- | ------------ | ------ |
|          | Sándor Petra (2000) | Pénzügyőr SE | 215,90 |

#### B korcsoport (14-15 évesek)

##### 1 méteres műugrás
| Helyezés | Név (születési év)       | Egyesület           | Pont   |
| -------- | ------------------------ | ------------------- | ------ |
|          | Csóri Dorka (2003)       | BVSC                | 231,70 |
|          | Hais Dorottya (2003)     | Toronymagas MSE     | 225,60 |
|          | Nemes Ajami Ágnes (2003) | Rugóláb Lendület SE | 134,20 |

##### 3 méteres műugrás
| Helyezés | Név (születési év)   | Egyesület           | Pont   |
| -------- | -------------------- | ------------------- | ------ |
|          | Csóri Dorka (2003)   | BVSC                | 269,00 |
|          | Hais Dorottya (2003) | Toronymagas MSE     | 265,40 |
|          | Seregi Laura (2002)  | Rugóláb Lendület SE | 195,70 |

##### 10 méteres toronyugrás
| Helyezés | Név (születési év)   | Egyesület       | Pont   |
| -------- | -------------------- | --------------- | ------ |
|          | Hais Dorottya (2003) | Toronymagas MSE | 197,35 |

#### A-B korcsoport

##### 3 méteres szinkronugrás
| Helyezés | Név (születési év)                         | Egyesület                           | Pont   |
| -------- | ------------------------------------------ | ----------------------------------- | ------ |
|          | Sándor Petra (2000) Tatarek Csenge (2001)  | Pénzügyőr SE / Honvéd Utánpótlás VK | 184,17 |
|          | Seregi Laura (2002) / Veres Kamilla (1999) | Rugóláb Lendület SE                 | 153,90 |

#### C korcsoport (12-13 évesek)

##### 1 méteres műugrás
| Helyezés | Név (születési év)            | Egyesület            | Pont   |
| -------- | ----------------------------- | -------------------- | ------ |
|          | Skobeljeva Alisa (2004)       | Rugóláb Lendület SE  | 192,40 |
|          | Kun Patrícia (2004)           | Lunda SE             | 182,60 |
|          | Szabó-Seri Lilla (2004)       | Rugóláb Lendület SE  | 181,65 |
| 4.       | Pappas Melinda (2004)         | Honvéd Utánpótlás VK | 173,45 |
| 5.       | Tamás Fanny (2005)            | Rugóláb Lendület SE  | 161,45 |
| 6.       | Kovács Eszter (2005)          | Rugóláb Lendület SE  | 159,85 |
| 7.       | Veisz Emma (2005)             | Pénzügyőr SE         | 151,40 |
| 8.       | Mezőszentgyörgyi Dorka (2004) | Pénzügyőr SE         | 147,85 |
| 9.       | Menyhárt Regina (2004)        | Toronymagas MSE      | 140,75 |

##### 3 méteres műugrás
| Helyezés | Név (születési év)            | Egyesület            | Pont   |
| -------- | ----------------------------- | -------------------- | ------ |
|          | Kun Patrícia (2004)           | Lunda SE             | 189,50 |
|          | Szabó-Seri Lilla (2004)       | Rugóláb Lendület SE  | 188,00 |
|          | Skobeljeva Alisa (2004)       | Rugóláb Lendület SE  | 185,50 |
| 4.       | Pappas Melinda (2004)         | Honvéd Utánpótlás VK | 177,50 |
| 5.       | Veisz Emma (2005)             | Pénzügyőr SE         | 166,95 |
| 6.       | Kovács Eszter (2005)          | Rugóláb Lendület SE  | 156,15 |
| 7.       | Tamás Fanny (2005)            | Rugóláb Lendület SE  | 155,50 |
| 8.       | Mezőszentgyörgyi Dorka (2004) | Pénzügyőr SE         | 152,95 |
| 9.       | Menyhárt Regina (2004)        | Toronymagas MSE      | 117,50 |

##### 10 méteres toronyugrás
| Helyezés | Név (születési év)      | Egyesület           | Pont   |
| -------- | ----------------------- | ------------------- | ------ |
|          | Veisz Emma (2005)       | Pénzügyőr SE        | 150,60 |
|          | Szabó-Seri Lilla (2004) | Rugóláb Lendület SE | 150,30 |
|          | Skobeljeva Alisa (2004) | Rugóláb Lendület SE | 136,60 |

#### D korcsoport

##### 1 méteres műugrás
| Helyezés | Név (születési év)    | Egyesület            | Pont   |
| -------- | --------------------- | -------------------- | ------ |
|          | Kun Boglárka (2006)   | Lunda SE             | 120,00 |
|          | Debrei Vivien (2006)  | Honvéd Utánpótlás VK | 117,40 |
|          | Markó Zengő (2007)    | Pénzügyőr SE         | 106,05 |
| 4.       | Barcza Luca (2009)    | Lunda SE             | 104,60 |
| 5.       | Bodrogi Emma (2006)   | Rugóláb Lendület SE  | 102,30 |
| 6.       | Gyovai Panna (2006)   | Rugóláb Lendület SE  | 100,55 |
| 7.       | Soós Veronika (2008)  | Rugóláb Lendület SE  | 84,55  |
| 8.       | Nagypál Janka (2007)  | Honvéd Utánpótlás VK | 82,75  |
| 9.       | Samarjai Diána (2009) | Pénzügyőr SE         | 55,25  |
| 10.      | Szados Lili (2010)    | Pénzügyőr SE         | 43,55  |

##### 3 méteres műugrás
| Helyezés | Név (születési év)   | Egyesület            | Pont   |
| -------- | -------------------- | -------------------- | ------ |
|          | Kun Boglárka (2006)  | Lunda SE             | 128,65 |
|          | Debrei Vivien (2006) | Honvéd Utánpótlás VK | 110,05 |
|          | Bodrogi Emma (2006)  | Rugóláb Lendület SE  | 106,15 |
| 4.       | Markó Zengő (2007)   | Pénzügyőr SE         | 103,05 |
| 5.       | Nagypál Janka (2007) | Honvéd Utánpótlás VK | 80,15  |

#### C-D korcsoport

##### 1 méteres szinkronugrás
| Helyezés | Név (születési év)                                | Egyesület                          | Pont   |
| -------- | ------------------------------------------------- | ---------------------------------- | ------ |
|          | Skobeljeva Alisa (2004) / Szabó-Seri Lilla (2004) | Rugóláb Lendület SE                | 131,70 |
|          | Mezőszentgyörgyi Dorka (2004) / Veisz Emma (2005) | Pénzügyőr SE                       | 130,86 |
|          | Kovács Eszter (2005) / Tamás Fanny (2005)         | Rugóláb Lendület SE                | 125,76 |
| 4.       | Bodrogi Emma (2006) / Markó Zengő (2007)          | Rugóláb Lendület SE / Pénzügyőr SE | 119,07 |
| 5.       | Pappas Melinda (2004) / Kun Patrícia (2004)       | Honvéd Utánpótlás VK / Lunda SE    | 117,87 |